# Sultanat Fadli
Sultanat Fadli (arapski: لسلطنة الفضلية) bio je vazalna feudalna država Britanskog Carstva koja je postojala od 1886. do 1967. godine na jugu Arapskog poluotoka istočno od luke Aden. Danas je teritorij ovog bivšeg sultanata dio muhafaze Abjan.
Prvotni glavni grad ovog sultanata bila je Sukhra, potom je premješten u Zinjibar (60 km istočno od Adena) kad je i sultanat ujedinjen s Abjanom.

## Povijest
Sultani iz dinastije Fadli vladali su jednim uskim pojasom uz Indijski ocean od 17. stoljeća. Nakon što je Britanija zauzela luku Aden 1839. godine, ona im je postala predstraža i odskočna daska za širenja britanskog utjecaja na Južnu Arabiju i Rog Afrike. To se odrazilo i na neposredno zaleđe luke Aden, pa tako i na Sultanat Fadli. Tako je on bio jedan od izvornih Devet kantona, koji je među prvima potpisao ugovor o zaštiti s Britanijom 1895. godine i postao dio Protektorata Aden 1890.
Sultanat Fadli se 1959. godine pridružio novoizmišljenoj britanskoj kolonijalnoj trvorevini Federaciji Arapskih Emirata Juga, te potom 1963. i Južnoarapskoj Federaciji.
Posljednji sultan ove feudalne države bio je: Naser bin Abdullah bin Husein bin Ahmed Alfadhli, koji je razvlašćen 1967. kad je ukinut Sultanat Fadli, te osnovana Narodna Republika Južni Jemen, koja se ujedinila s Sjevernim Jemenom 22. svibnja 1990. u današnju državu Republiku Jemen.
Britanci su 1944. godine odabrali Zinjibar kao povoljnije regionalno administrativno sjedište za Sultanat Fadhli, ali tadašnji sultan `Abd Allah ibn `Uthman al-Fadli nije preselio svoj dvor, već je ostao u staroj prijestolnici Sukhri. Tek njegov nasljednik je od 1962. boravio u Zinjibaru iz čisto praktičnih razloga, iako je njegova palača koja mu je ostala službena rezidencija, ostala u Sukhri.

## Sultani Sultanata Fadli
- `Uthman,-16. - 1670.
- al-Fadl ibn `Uthman,-1670. – 1700.
- Ahmad ibn al-Fadl,-1700. – 1730.
- `Abd Allah ibn Ahmad al-Fadli,-1730. – 1760.
- Ahmad ibn `Abd Allah al-Fadli,-1760. – 1789.
- `Abd Allah,-1789. – 1805.
- Ahmad ibn `Abd Allah al-Fadli,-1805 - 1819
- `Abd Allah ibn Ahmad al-Fadli,-1819 - 1828
- Ahmad ibn `Abd Allah al-Fadli,-1828. -  3. veljače 1870.
- Haydara ibn Ahmad al-Fadli,-veljače 1870. – 23. kolovoza 1877.
- al-Husayn ibn Ahmad al-Fadli,-1877
- (britanski protektorat)
- Ahmad ibn al-Husayn al-Fadli,-1877. - ožujka 1907.
- al-Husayn ibn Ahmad al-Fadli,-1907. – 1924.
- `Abd al-Qadir ibn Ahmad al-Fadli,-1924. – 31. ožujka 1927.
- `Abd Allah ibn al-Husayn al-Fadli,-1927. – 1929
- al-Fadl ibn al-Husayn al-Fadli,-21. svibnja 1929. – 1933.
- `Abd al-Karim al-Fadli,-1933. – 1936.
- Salih ibn al-Fadl al-Fadli,-1936. – 1941.
- `Abd Allah ibn `Uthman al-Fadli,-1941. – 21. prosinca 1962.
- Ahmad ibn `Abd Allah al-Fadli,-21. prosinca 1962. -  9. srpnja 1964.
- Nasir ibn `Abd Allah al-Fadli,-10. srpnja 1964. – 29. studenog 1967.[1]

## Poveznice
- Protektorat Aden
- Kolonija Aden
- Federacija Arapskih Emirata Juga

## Vanjske poveznice
- Zastava sultanata Fadli